# Аншетиль де Грей
Аншетиль (Анкетиль) де Грей (фр. Anchetil de Greye; умер после 1086 года) — нормандский рыцарь, участник нормандского завоевания Англии, основатель английского аристократического рода Греев.

## Биография
Имя де Грея, встречающееся в ряде документов, не имеет устоявшегося написания. Встречаются варианты имени Anchetil и Anketil, а родовое имя указывается как de Graye или de Grei. О происхождении Аншетиля (Анкетиля) тоже нет однозначной информации: одни источники связывают его с пикардийским родом Круа; другие — с нормандским городом Грей (старофр. Grai, современный Грей-сюр-Мер). Судя по имени, Аншетиль имел смешанное норвежско-французское происхождение. Некоторые исследователи полагают, что Аншетиль мог быть сыном Гуго Фиц-Тёрджиса. Возможно, он является одним лицом с Аншитилем де Ро (фр. Anschitil de Ros), вассалом епископа Байё, владевшим землями в долине Крей (англ. Cray) в Кенте; от названия этой долины и могло произойти родовое прозвание Грей (слова Cray и Graye в Кенте были взаимозаменяемы: с англонормандского французского «Cray» переводится как «мел», а во многих французских региональных диалектах «greye» тоже переводится как «мел»).
Аншетиль де Грей принял участие в завоевании Англии нормандским герцогом Вильгельмом. В награду он получил поместья Редрефилд (позже называлось Ротелфилд Грейс) и Грейс Кот в Южном Оксфордшире. Кроме того, он владел поместьем Стендлейк в Западном Оксфордшире.
Грей упоминается в Книге Страшного суда (1086 год).

## Потомки
Предположительно внуком Аншетиля был Роберт де Грей из Ротерфилд Грейса, предок всех последующих Греев.